# Вікторія-Штефанія Петряну
Вікторія-Штефанія Петряну (21 січня 2003 , Констанца ) — румунська веслувальниця, олімпійська чемпіонка 2024 року, чемпіонка світу.

## Виступи на Олімпіадах
| Олімпіада  | Дисципліна | Місце |
| ---------- | ---------- | ----- |
| Париж 2024 | вісімки    | 1     |

## Зовнішні посилання
- Вікторія-Штефанія Петряну на сайті World Rowing (англійська)
- Вікторія-Штефанія Петряну на сайті Romanian Olympic Committee (румунська)